# Neferu III
Neferu III foi uma antiga rainha egípcia da XII dinastia. Ela era filha de Amenemés I (r. 1991–1962 a.C.), esposa e irmã de Sesóstris I (r. 1971–1926 a.C.) e mãe de Amenemés II.
Neferu III é um dos quatro filhos conhecidos de Amenemés I. Ela se casou com seu irmão Sesóstris e foi sua única esposa, até onde se sabe. Ela é mencionada como sua esposa nas Aventuras de Sinué. Seu nome aparece em fragmentos na pirâmide de seu pai em Lixte e na capela Serabit el-Khadim de seu filho, que foi construída como um memorial para Sesóstris I. Ela tinha uma pirâmide no complexo de pirâmide de seu marido, mas é possível que ela não tenha sido enterrada lá, mas sim em Dachur, perto de seu filho.
Seus títulos eram: "Filha do Rei"; "Esposa do Rei" e "Mãe do rei".